# Tbilissis Zentraluri Sadguri
Tbilissis Zentraluri Sadguri (georgisch თბილისის ცენტრალური სადგური, Tiflis Zentralbahnhof) ist der zentrale Personenbahnhof der georgischen Hauptstadt Tiflis und zudem der im Personenverkehr bedeutendste Eisenbahnknoten des Landes.

## Geschichte

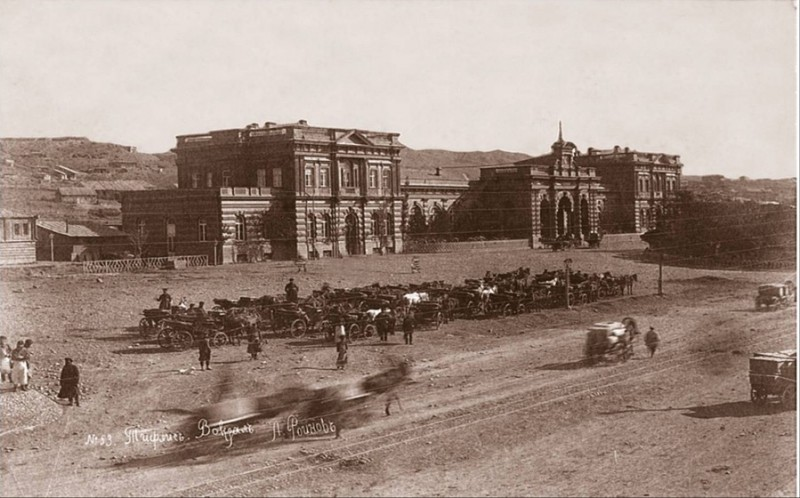
Erstes Empfangsgebäude, 1870er Jahre

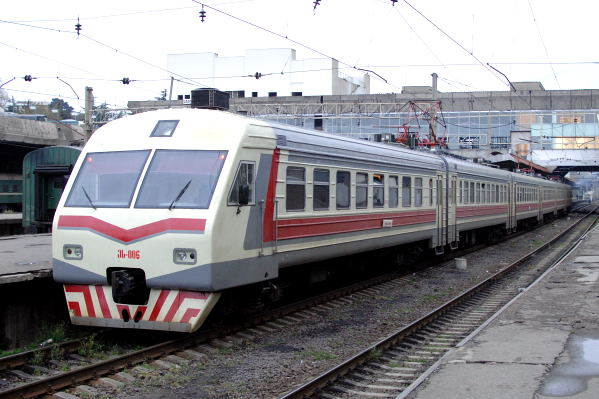
Fernverkehrstriebzug der Baureihe ეს (ES) in Tbilissi (2009)

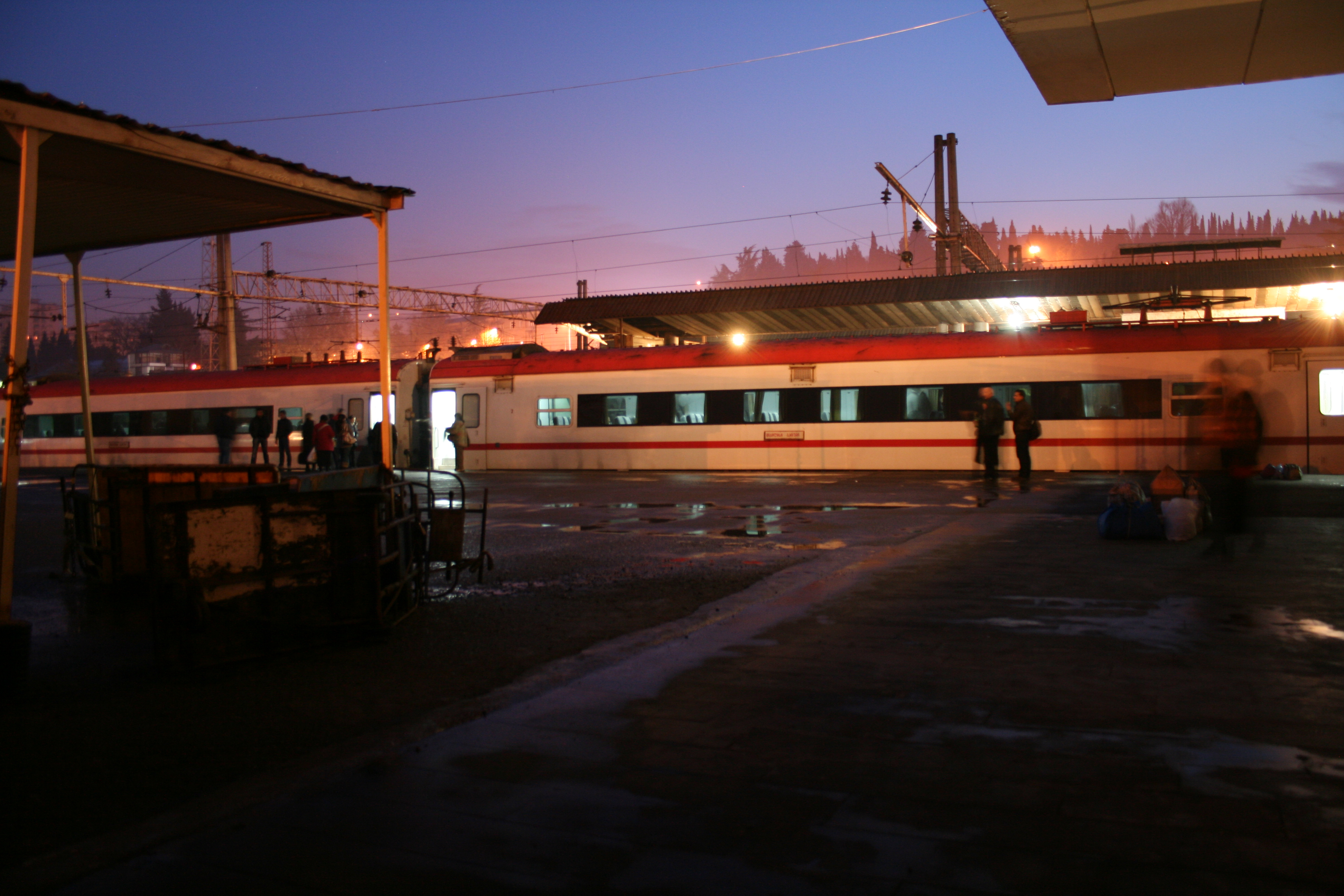
Abfahrt eines Zuges am Abend

Die erste Zentralbahnhof der Stadt Tiflis wurde 1872 nach Eröffnung des ersten Abschnitts der Bahnstrecke Poti–Baku am Standort auch des heutigen Bahnhofs eröffnet.
In den 1940er Jahren wurde das Empfangsgebäude durch eines in stalinistischer Architektur ersetzt. Dieses wiederum entsprach ab den 1970er Jahren nicht mehr den Verkehrsanforderungen und wurde durch ein 1982 eröffnetes Gebäude in brutalistischer Architektur ersetzt. Die Architekten des Bauwerks R. Bairamaschwili, I. Qawlaschwili, G. Schawdia und A. Dschibladse gewannen 1992 eine staatliche Auszeichnung für ihre Arbeit.

## Verkehr
Die Sakartwelos Rkinigsa unterscheidet neben dem Internationalen Verkehr zwischen Schnellverkehr, elektrischem Verkehr und Vorortverkehr. Im Schnellverkehr erlaubt das eingesetzte Rollmaterial ein Angebot in der 1. und 2. Wagenklasse.

### Internationaler Verkehr
Der internationale Personenverkehr ist mittlerweile stark eingeschränkt. 2024 verkehrte nur noch jeden zweiten Tag ein Zugpaar auf der Strecke Batumi–Jerewan. Personenverkehr nach Aserbaidschan oder Russland findet nicht mehr statt.

### Schnellverkehr
Auf der Strecke Tiflis – Batumi verkehren gegenwärtig vier Zugpaare am Tag als Schnellverkehr. Eingesetzt wird die Baureihe GRS. Die Strecke Tbilisi-Ozurgeti wird alle zwei Tage mit einem Zugpaar bedient, die Strecken Tiflis–Sugdidi und Tiflis–Poti ebenfalls täglich mit je einem Zugpaar.

### Elektrischer Verkehr und Vorortverkehr
Die Strecke Tiflis-Bordschomi wird täglich mit jeweils zwei Zugpaaren bedient. Im Vorortverkehr verkehrt auf den Strecken Tbilisi-Gardabani täglich ein Zugpaar.
Der Nahverkehr in westlicher Richtung erfolgte bis März 2011 von einem getrennten Bahnhofsteil aus, dem Bordschomi-Bahnhof (georgisch თბილისის ბორჯომის ვაგზალი). Der Bordschomi-Bahnhof hatte ein eigenes Empfangsgebäude 200 m westlich des Empfangsgebäudes des Zentralgebäudes. Er wurde 2011 für den Personenverkehr stillgelegt. Die Regionalzüge in Richtung Bordschomi fahren seit dem vom Gleis 2 des Hauptbahnhofs aus.

### U-Bahn
Beim Zentralbahnhof befindet sich die Umsteigestation Sadguris Moedani' (früher: Wagslis Moedani) (georgisch ვაგზლის მოედანი, „Bahnhofsplatz“) zwischen den beiden Linien der Metro Tiflis.

## Gegenwart und Zukunft
Der Bahnhof gehört zur Eisenbahninfrastruktur der Sakartwelos Rkinigsa, der Georgischen Eisenbahn. Das Empfangsgebäude wurde ab 2006 schrittweise renoviert. Dabei wurde es in weiten Teilen zu einem Einkaufszentrum (Tbilissi Zentrali) umgebaut und im Mai 2010 neu eingeweiht.
Die Eisenbahnstrecke durch Tbilissi sollte durch eine zweigleisige, 27 km lange Umgehungsbahn nördlich von Tbilissi ersetzt werden. Der Personenverkehr sollte dabei in der Stadt zwei Kopfbahnhöfe erhalten – im Nordwesten der Stadt den Bahnhof Didube (bei der gleichnamigen Station der Metro Tbilissi) – und im Südosten den Bahnhof Nawtlughi (nahe der Metro-Station Samgori). Der heutige Zentralbahnhof sollte nach Eröffnung der neuen Strecke stillgelegt und die Eisenbahninfrastruktur zurückgebaut werden. Eine durchgehende Verbindung für Personenzüge und der direkte Umstieg für Reisende, die über Tbilissi hinaus unterwegs sind, wäre dann nicht mehr möglich gewesen. Anders als das US-amerikanische Beratungsunternehmen Booz Allen Hamilton bewerteten westeuropäische Verkehrsfachleute das Projekt wegen dieser Auswirkungen eher negativ.
Der Bau der Umgehungsstrecke wurde 2013 auf unbestimmte Zeit eingestellt. Gemäß neuer Pläne der Stadtregierung soll die bereits errichtete Infrastruktur für das Tbilisi Railway Bypass Project Teil einer neuen Metro-Linie werden.